# 塩田武雄
塩田 武雄（しおた たけお、1881年 - 1943年12月3日）は、ブルックリン植物園内日本庭園、日本式ヒル・アンド・池庭（Japanese Hill & Pond Garden）の作庭で知られる日系アメリカ人造園家。おもにアメリカ東海岸各地で日本庭園を手がけた。ニューヨーク州の近郊に残る大多数の日本庭園は塩田によるもので、彼が生涯に手がけたと知られている庭のうち約半数は未だに残っているというが、その多くは手入れをされずに放置されている。
千葉県夷隅郡大多喜町の裕福な農家に生まれ、地元の大多喜中学校、現在の千葉県立大多喜高等学校を卒業後、造園業に就き造園技術を習得。1907年新天地を求め26歳で当時日本庭園を造ることが一種のブームであったアメリカに来る。
最初にニューヨーク図書館展示用日本の風景のミニチュア模型を作り、この仕事の実績を買われて数箇所で作庭の依頼をうけ、ジョージ・ゴールド邸日本庭園(Geqrgian Court、ニュージャージー州レイクウッド）などを手がける。これらの評価を得て、ブルックリン公園の日本庭園の仕事を任されたとされる。
1916年にアメリアという米国人女性と結婚。1920年、日系人建築家トーマスS. ロックライス（妻沼岩彦）とのパートナーシップを形成。ニューヨーク5番街366フィフスアベニューに造園会社を構えていた。
その後、どのような生涯を送ったかはよく分かっていない。
An architectural guidebook to Brooklyn(write:Francis Morrone, James Iska)によると、1943年、サウスカロライナ州の収容所で死亡したとされている。戦時中に日系人収容所で亡くなったことは妻が戦後間もないころに日本に送った手紙から分かっているが、病院などでの病死説もあげられている。

## 作品
ブルックリン植物園日本式ヒル・アンド・ポンドガーデンのデザイン。1914年、最初のプロトタイプとして日本庭園をアメリカの公共庭園内に作成する。
シスター・メアリー・グレースバーンズ樹木園、4つの庭園の一つ  （ニュージャージー州レイクタウン、ジョージ・ジェイ・グールドから当初の委託を受け、ジョージアンコート大学キャンパスの一部に作庭） 
アスターホテル・屋上ノースガーデン（1915年、碑に短い説明「ミニチュア日本風景の著者」）
ウォルタークロール邸日本庭園「松竹梅」（ニューヨーク・タキシードパーク。建築家・ウォーカー＆ジレットらと。1912年）